# Specklinia segregatifolia
Specklinia segregatifolia är en orkidéart som först beskrevs av Oakes Ames och Charles Schweinfurth, och fick sitt nu gällande namn av Rodolfo Solano Gómez och Soto Arenas. Specklinia segregatifolia ingår i släktet Specklinia och familjen orkidéer. Inga underarter finns listade i Catalogue of Life.